# Aurora 122 C
O Aurora 122 C é um automóvel esportivo brasileiro, que foi fabricado pela Aurora Projetos Automobilísticos Ltda., de Valinhos (SP), em 1992. Desenvolvido por Oduvaldo Barranco, com a colaboração de outros dois construtores argentinos, Raúl Napoli e Ladislau Haida, o modelo foi apresentado em 1990, no XVI Salão do Automóvel, mas apenas sob a forma de maquete. No Salão seguinte, foi apresentado na versão definitiva. Trata-se de um esportivo de 2 lugares, tração traseira, com motor 2.0 do Chevrolet Monza, montado transversalmente em posição central, com a cilindrada aumentada para 2.184 cc e equipado com turbocompressor Garret, gerando 214 cv de potência. O carro não tinha porta-malas, vinha acompanhado por um jogo de malas sob medida para o espaço disponível atrás dos bancos.
Devido a abertura das importações no governo de Fernando Collor, a empresa encerrou suas atividades em 1993, assim como muitos outros pequenos fabricantes de veículos brasileiros.

## Aurora Projetos Automobilísticos
A Aurora Projetos Automobilísticos Ltda. foi uma fabricante de automóveis esportivos criada por Oduvaldo Barranco, com sede na cidade de Valinhos (SP). Fabricou um único veículo, o 122C..
A empresa encerrou suas atividades em 1993, logo após a abertas as importações, no governo de Fernando Collor, assim como muitos outros pequenos fabricantes de veículos brasileiros.